# Cantagalo (kommun i Brasilien, Rio de Janeiro, lat -21,88, long -42,32)
Cantagalo är en kommun i Brasilien.   Den ligger i delstaten Rio de Janeiro, i den sydöstra delen av landet, 900 km sydost om huvudstaden Brasília. Antalet invånare är 19 826.
Följande samhällen finns i Cantagalo:
- Cantagalo

Omgivningarna runt Cantagalo är huvudsakligen savann. Runt Cantagalo är det ganska glesbefolkat, med 23 invånare per kvadratkilometer.